# Derek Rawcliffe
Derek Rawcliffe (Manchester, 8 de julho de 1921 - Leeds, 1 de fevereiro de 2011) foi um bispo anglicano e escritor britânico, sendo o primeiro bispo da Igreja Anglicana a anunciar que era gay, ao revelar sua sexualidade na televisão em 1995.
Alguns dos seus trabalhos como escritor, são: “The Meaning of it All is Love” (de 2000), “Seasons of the Spirit” (de 2003), “Pilgrimage to Melanesia” (de 2005), “Gethsemane to Calvary“ (de 2006).